# 215th Street
215th Street – stacja początkowa metra nowojorskiego, na linii 1. Znajduje się w dzielnicy Manhattan, w Nowym Jorku i zlokalizowana jest pomiędzy stacjami Marble Hill – 225th Street i 207th Street. Została otwarta 12 marca 1906.